# Nombre construïble
Un punt en el pla euclidià és un punt construïble si, donat un sistema de coordenades fix (o un segment lineal fix de longitud unitària), el punt pot ser construït amb  regle i compàs. Un nombre complex és un nombre construïble si el seu punt corresponent en el pla euclidià és construïble a partir dels eixos de coordenades habituals x i y.
Es pot demostrar que un nombre real és construïble si i només si, donades una línia de longitud u i una línia de longitud |r | pot ser construït amb una construcció amb regle i compàs. També es pot demostrar que un nombre complex és construïble si i només si la seva part real i la seva part imaginària són construïbles.
El conjunt de nombres construïbles poden ser una caracterització completa en el llenguatge de teoria de cossos. Això té l'efecte de transformar les preguntes geomètriques dels problemes de construcció amb regle i compàs en àlgebra. Aquesta transformació porta a la solució de diversos problemes matemàtics que van resistir l'atac durant diversos segles.

## Definicions geomètriques
La definició geomètrica d'un punt construïble és la següent. Primer, donats dos punts diferents P i Q en el pla, sigui L(P, Q) l'única línia que passa per P i Q, i sigui C (P, Q) l'únic cercle amb centre a P, passant per Q. (Observem que l'ordre de P i Q importa pel cercle.) Per convenció, L(P, P) = C (P, P) = {P }. Llavors un punt Z és construïble a partir deE, F, G i H si: o bé
1. Z està a la intersecció de L(E, F) i L(G, H), on L(E, F) ≠ L(G, H);
2. Z està a la intersecció de C (E, F) i C (G, H), on C (E, F) ≠ C (G, H);
3. Z està a la intersecció de L(E, F) i C (G, H).

L'ordre de E, F, G, i H en la definició anterior és irrellevant, les quatre lletres es poden permutar de qualsevol manera. Z és construïble a partir de E, F, G i H si cau a la intersecció de qualsevol de dues línias diferents, o de qualsevol cercles diferents, o d'una línia i un cercle, on aquestes línies i/o cercles poden ser determinats per E, F, G, i H, de la manera prèviament explicada.
Ara, sigui A i A′ qualsevol dos punt fixos diferents del pla. Un punt Z és construïble si:
O bé
1. Z = A;
2. Z = A′;
3. existeixen punts P1, ..., Pn, amb Z = Pn, tal que per tots j ≥ 1, Pj + 1 és construïble a partir de punts en el conjunt{A, A′, P1, ..., Pj }.

Z és construïble si o bé és A o A′, o si es pot obtenir a partir d'una seqüència finita de punts començant per A i A′, on cada nou punt és construïble a partir dels punts anteriors de la seqüència.
Per exemple, el punt central d'A i A′ es defineix de la següent manera: els cercles C (A, A′) i C (A′, A) es tallen en dos punts diferents; aquests punts determinen una única línia, i el centre és la intersecció d'aquesta línia amb L(A, A′).

## Transformació en àlgebra
Tots els nombres racionals són construïbles, i tots els nombres construïbles són nombres algebraics. Així mateix, si a i b són nombres construïbles amb b ≠ 0, llavors a − b i a/b són construïble. Per tant, el conjunt K de tots els nombres complexos construïbles formen un cos, a subcos del cos de nombres algebraics.
A més a més, K és tancat amb les arrels quadrades i la conjugació complexa. Aquest fet pot utilitzar-se per caracteritzar el cos de nombres construïbles, perquè, en el fons, les equacions que defineixen línies i cercles són no de major grau que una quadràtica. La caracterització és la següent: un nombre complex és construïble si i només si es troba en un cos al cap de munt d'una torre finita d'extensions quadràtiques, començant amb el cos racional Q. z és construïble si i només si existeix una torre de cossos.
{\displaystyle \mathbb {Q} =K_{0}\subseteq K_{1}\subseteq \dots \subseteq K_{n}}
on z està a Kn i per tot 0 ≤ j < n, la dimensió [Kj + 1 : Kj ] = 2.

## Construccions impossibles
La caracterització algebraica dels nombres construïbles dona una condició necessària molt important per a la constructibilitat: si z és construïble, llavors és algebraic, i el seu polinomi irreductible mínim té grau i potència de 2, o equivalentment, l'extensió del grup Q(z)/Q té dimensió i grau 2. Aquest fet és fàcilment constatable, (però no és fàcil de provar) el contrari és fals — no és una condició suficient per a la constructibilitat. De totes maneres, aquest defecte es pot esmenar prenent clausura normal de Q(z)/Q.
La no-constructibilitat de certs nombre demostra la impossibilitat de resoldre alguns problemes clàssics de geomètrica per construcció amb regle i compàs intentats pels filòsofs de l'antiga Grècia. En el següent quadre, cada fila representa un problema geomètric de construcció amb regle i compàs. La columna de l'esquerra dona el nom del problema. La segona columna dona una formulació algebraica equivalent del problema. En altres paraules, el problema té solució si i només si cada nombre en el conjunt de nombres donats és construïble. Finalment, l'última columna proporciona el contraexemple més senzill que es coneix. Dit d'una altra manera, el nombre en l'última columna és un element del conjunt de la mateixa fila, però no és construïble.
| Problema de construcció              | Conjunts associats de nombres                                                                     | Contraexemple |
| ------------------------------------ | ------------------------------------------------------------------------------------------------- | --- |
| La duplicació del cub                | {\displaystyle \left\{{\sqrt[{3}]{x}}:x{\mbox{ és construïble}}\right\}}                          | {\displaystyle {\sqrt[{3}]{2}}} no és construïble, perquè el seu polinomi mínim té grau 3 a Q |
| La trisecció de l'angle              | {\displaystyle \left\{\cos \left({\frac {\arccos x}{3}}\right):x{\mbox{ és construïble}}\right\}} | {\displaystyle \cos \left({\frac {\arccos(1/2)}{3}}\right)={\frac {1}{2}}\left(2\cos \left({\frac {\pi }{9}}\right)\right)} no és construïble, perquè {\displaystyle 2\cos \left({\frac {\pi }{9}}\right)} el polinomi mínim té grau 3 a Q |
| La quadratura del cercle             | {\displaystyle \left\{{\sqrt {\pi }}\right\}}                                                     | {\displaystyle {\sqrt {\pi }}} no és construïble, perquè no és algebraic a Q |
| Construint tots els polígons regular | {\displaystyle \left\{e^{2\pi i/n}:n\in \mathbb {N} ,n\geq 3\right\}}                             | {\displaystyle e^{2\pi i/7}} no és construïble, perquè 7 no és un nombre primer de Fermat |